# Zodia plutusana
Zodia plutusana là một loài bướm đêm thuộc họ Choreutidae. Nó được tìm thấy ở Brasil.